# Livello di equilibrio
Il  livello di equilibrio o Equilibrium Level (EL) è la quota atmosferica in cui una particella d'aria in sollevamento raggiunge la stessa temperatura dell'ambiente circostante.

Esempio di diagramma Skew-T in cui una particella d'aria supera il Livello di libera convezione (LFC) fino a raggiungere il Livello di equilibrio (EL)

## Moti convettivi e livello di equilibrio
In condizioni di instabilità atmosferica, l'aria può essere sollevata forzatamente (da un fronte freddo, da ostacoli orografici o altro ancora) o iniziare l'ascesa a causa del forte riscaldamento diurno estivo. Salendo di quota essa si raffredderà, diventando più calda dell'ambiente circostante appena avrà raggiunto il livello di libera convezione (LFC). Da tale momento non avrà bisogno di ulteriore spinta per proseguire il moto verso l'alto, dato che sarà anche meno densa dell'aria in cui si trova (subendo la cosiddetta spinta di galleggiamento). Continuando l'ascesa, il raffreddamento proseguirà con un tasso di circa 0,6 °C ogni 100 m. Il vapore contenuto condenserà, generando nubi cumuliformi tanto più grandi quanto maggiore sarà l'ascesa.
Quando la particella diverrà fredda (e densa) quanto l'aria circostante, venendo meno la spinta di galleggiamento l'ascesa si arresterà – e con essa i processi convettivi generati. A tale quota corrisponde il livello di equilibrio.
L'EL corrisponde grosso modo alla quota in cui si forma la caratteristica "incudine" dei cumulonembi. L'aria, non potendo proseguire più in alto, sarà costretta ad espandersi orizzontalmente. Tuttavia in alcuni casi le correnti ascensionali sono così forti che riescono a superare rapidamente l'equilibrium level, elevandosi ulteriormente. Il vapore condensato non avrà tempo per ghiacciare e si formerà una sorta di protuberanza simile a una cupola (denominata overshooting top) che sovrasta l'incudine sottostante.